# Goldgas
Die Goldgas GmbH (Eigenschreibweise goldgas) ist ein deutscher bundesweiter Strom- und Erdgasanbieter mit Sitz in Eschborn. Sie ist hundertprozentige Tochtergesellschaft der VNG AG, die wiederum mehrheitlich zu EnBW Energie Baden-Württemberg gehört.

## Geschichte
Im Zuge der Liberalisierung des Gasmarktes wurde die Goldgas GmbH im November 2008 von privaten Investoren in Nürnberg gegründet und als Goldgas Stadtwerke SW GmbH ins Handelsregister eingetragen. Goldgas war der erste freie Energieanbieter des liberalisierten Gasmarktes.
Die ersten Kunden wurden seitens Goldgas ab Februar 2009 mit Erdgas versorgt. Die Belieferung mit Strom folgte ab September 2011. Bis zum Frühjahr 2012 hatte das Unternehmen 80.000 Kunden.
Goldgas erweiterte sein Geschäft unter anderem durch die österreichische Vertriebsgesellschaft Goldgas Austria GmbH und den deutschen Stromanbieter Goldpower GmbH und versorgte zeitweise mehr als 200.000 Kunden.
Die drei Unternehmensgründer verkauften nach drei Jahren die Goldgas-Gruppe zum 1. Februar 2012 an die Luxemburger Fondsgesellschaft BluO. Der neue Eigentümer restrukturierte die Goldgas GmbH und konsolidierte das Geschäft.
Goldgas ist seit 18. März 2013 eine hundertprozentige Tochtergesellschaft der VNG AG mit Sitz in Leipzig und gehört seit der Übernahme der VNG durch die EnBW Energie Baden-Württemberg im Jahre 2016 zum EnBW-Konzern.
Unter dem Dach des VNG-Konzerns intensivierten die Eschborner im Jahr 2015 den Verkauf von Strom über Goldpower, welches noch im selben Jahr mit der Goldgas verschmolz. Goldgas Austria mit Sitz in Wien wurde in die regionale Verantwortung der VNG Austria überführt.
Goldgas erweiterte das Leistungsportfolio im Jahr 2016 durch die Übernahme des Stromanbieters Gazprom Marketing & Trading Retail Germany GmbH (GM&TRG) mit Sitz in Walluf im Rheingau.
Der neue Unternehmensteil wurde zunächst unter dem neuen Markennamen „Goldpower GmbH“ weitergeführt und 2017 mit Goldgas verschmolzen.

## Produkte und Vertrieb
Als Energieversorger am Gas- und Strommarkt bietet Goldgas mehrere Tarife an. Vertrieben werden die Strom- und Gastarife auf verschiedenen Wegen. Das Unternehmen bietet seine Produkte neben der eigenen Website unter anderem zusätzlich im Direktvertrieb mit verschiedenen Partnern und Vergleichsportalen an.

## Auszeichnungen
Die Goldgas-Tarife, verbunden mit den individuellen Dienstleistungen und Services, führten in unabhängigen Anbietervergleichen zu diversen Auszeichnungen, z. B. durch das Handelsblatt und Focus Money.

## Engagement in der Öffentlichkeit
Seit 2016 besteht eine Partnerschaft mit dem Fußball- und Leichtathletik-Verband Westfalen (FLVW). Über dieses Engagement werden jährlich ca. 160 Jugend-Fußball-Nachwuchsteams des Verbandes bei einer Veranstaltung mit Trikot-Sets ausgestattet. In einem Talent-Camp werden darüber hinaus jedes Jahr gemeinsam mit dem FLVW die Jugend-Sportler zu einem Sichtungs- und Auswahl-Lehrgang eingeladen, wobei die besten Athleten Teil des von Goldgas geförderten Leichtathletik-Talent-Teams werden können. Dies ist der ehemalige Landeskader (D-Kader) NRW.
Über mehrere Jahre hinweg begleitete das Unternehmen die deutsche und österreichische Handballnationalmannschaft der Herren als Trikotsponsor und trat als Hauptsponsor des deutschen Handball-Bundesligisten Rhein-Neckar Löwen auf.
Neben dem sportlichen Engagement engagiert sich das Unternehmen auch im sozialen Bereich in mehreren Projekten. Der Energiedienstleister pflegt unter anderem eine Partnerschaft mit dem SOS-Kinderdorf e. V. und begleitete soziale Projekte zum Beispiel durch Zusammenarbeiten mit Grundschulen in der Region.